# Cinclidotus herzogii
Cinclidotus herzogii är en bladmossart som beskrevs av Pavletíc 1955. Cinclidotus herzogii ingår i släktet Cinclidotus och familjen Cinclidotaceae. Inga underarter finns listade i Catalogue of Life.